# Дорна-Кандренілор
Дорна-Кандренілор (рум. Dorna Candrenilor) — село у повіті Сучава в Румунії. Входить до складу комуни Дорна-Кандренілор.
Село розташоване на відстані 330 км на північ від Бухареста, 81 км на південний захід від Сучави, 141 км на північний схід від Клуж-Напоки.

## Населення
За даними перепису населення 2002 року у селі проживали 1556 осіб. Рідною мовою 1552 особи (99,7%) назвали румунську.
Національний склад населення села:
| Національність | Кількість осіб | Відсоток |
| -------------- | -------------- | -------- |
| румуни         | 1529           | 98,3%    |
| цигани         | 21             | 1,3%     |

## Релігія
Біля селища знаходиться православний монастир Румунської ПЦ — Монастир Кошна.